# گریس (فیلم)
گریس (به انگلیسی: Grease) نام یکی از فیلم‌های معروف آمریکایی ساختهٔ ۱۹۷۸ به کارگردانی رندل کلایسر (اولین کارگردانی او) است.
این فیلم برپایه موزیکالی به همان نام ساختهٔ جیم جیکوبس و ورن کیسی درست شده‌است.
ستارگان اصلی فیلم گریس، جان تراولتا، الیویا نیوتن جان، جف کانووی، دُدی گودمن و استوکارد چنینگ هستند.
این فیلم فروشی معادل ۳۹۴ میلیون داشت و یک موفقیت عظیم در گیشه محسوب می‌شد به طوری که پرفروش‌ترین فیلم سال شد و رکورد فیلم اشک‌ها و لبخندها را شکاند و تا سال‌ها پرفروش‌ترین فیلم موزیکال تاریخ بدون محاسبه نرخ تورم شد.
این فیلم درست یک سال پس از فیلم تب شب یکشنبه ساخته شد و جان تراولتا را به ستاره ایی بی رقیب تبدیل کرد.
برای این فیلم ادامه ای به نام گریس ۲ با بازی میشل فایفر ساخته شد که نتوانست موفقیت این فیلم را تکرار کند.

## داستان
در تابستان سال ۱۹۵۸، پسری محلی به‌نام دنی زوکو و دختری استرالیایی به‌نام سندی اولسون که برای تعطیلات به آمریکا آمده، در ساحل با هم آشنا می‌شوند و عاشق هم می‌گردند. با پایان تابستان، سندی نگران است که دیگر هرگز همدیگر را نبینند، اما دنی به او اطمینان می‌دهد که عشق‌شان «تازه آغاز راه» است.
با آغاز سال تحصیلی در دبیرستان رایدل، دنی دوباره به نقش خود به‌عنوان رهبر گروه پسران «تی-بردز» بازمی‌گردد؛ گروهی از پسران خشن و تیپ خاص که اعضایش دودى، سانی، پوتزی و دوست صمیمی‌اش کنیکی هستند. خانوادهٔ سندی در آمریکا می‌مانند و او را در همان دبیرستان ثبت‌نام می‌کنند. سندی با گروه دخترانهٔ «پینک‌ لِیدیز» آشنا می‌شود؛ گروهی متشکل از فرنچی، مارتی، جَن و رهبرشان ریزو.
دنی و سندی هرکدام ماجرای عاشقانهٔ تابستان‌شان را برای دوستان خود تعریف می‌کنند. سندی از عشقی شیرین و رمانتیک می‌گوید، در حالی‌که دنی با لحنی خودستایانه ماجرا را جسمی‌تر جلوه می‌دهد. وقتی سندی نام دنی را به زبان می‌آورد، ریزو برنامه‌ریزی می‌کند تا آن‌ها را در گردهمایی مدرسه به‌طور ناگهانی روبه‌رو کند. در همین گردهمایی، سندی با پسر ورزشکاری به‌نام تام آشنا می‌شود و کنیکی نیز از ماشین تازه‌اش به‌نام «گریسد لایتنینگ» رونمایی می‌کند؛ خودرویی که قصد دارد پس از بازسازی با آن مسابقه بدهد. دنی که بین احساساتش و تصویر «پسر بد» خود نزد دوستانش گیر افتاده، در برابر سندی سرد و بی‌اعتنا رفتار می‌کند و باعث رنجش او می‌شود.
در مهمانی خواب دخترانهٔ پینک لِیدیز، سندی با نوشیدن الکل، کشیدن سیگار و سوراخ کردن گوش‌هایش توسط فرنچی، حالش بد می‌شود. ریزو که شخصیت پاک‌دامن و نجیب سندی را به تمسخر می‌گیرد، با کنیکی سوار ماشین می‌شود تا رابطه‌ای برقرار کنند، اما زمانی که می‌خواهند از کاندوم استفاده کنند، متوجه می‌شوند که کاندومی که کنیکی از دوران راهنمایی نگه داشته، پاره شده است. آن‌ها ناگهان با لئو، رهبر باند رقیب «اسکورپیونز» و دوست‌دخترش چا-چا مواجه می‌شوند. پس از پایان مهمانی، سندی درمی‌یابد که هنوز هم دنی را دوست دارد.
فردای آن روز، دنی بابت رفتار شب گذشته‌اش از سندی عذرخواهی می‌کند و با کمک مربی کال‌هون، وارد تیم دوومیدانی می‌شود تا دل سندی را دوباره به‌دست آورد. موفق هم می‌شود، اما دوستان‌شان قرار عاشقانه‌شان را خراب می‌کنند و کنیکی و ریزو نیز پس از مشاجره از هم جدا می‌شوند. کلاس زیبایی‌شناسی فرنچی هم به فاجعه می‌انجامد و موهایش صورتی آب‌نباتی می‌شود. او از مدرسه زیبایی انصراف می‌دهد و با اکراه به دبیرستان بازمی‌گردد.
در جشن رقص مدرسه که به‌صورت زنده از برنامهٔ «نشنال بندستند» و با اجرای دی‌جی وینس فونتین پخش می‌شود، ریزو و کنیکی برای رنجاندن یکدیگر، لئو و چا-چا را به‌عنوان همراه با خود می‌آورند. در مسابقهٔ رقص «هند جیو»، دنی و سندی بسیار خوب می‌رقصند، اما پیش از اعلام برندگان، سانی سندی را کنار می‌کشد و چا-چا جای او را می‌گیرد و همراه دنی برنده می‌شود. سندی با عصبانیت سالن را ترک می‌کند.
دنی برای جبران رفتارهایش، سندی را به سینمای روباز می‌برد، اما پیش‌روی بیش‌ازحدش باعث می‌شود سندی با ترس فرار کند. در همین حین، ریزو که پریود نشده، گمان می‌برد باردار است و این را با مارتی در میان می‌گذارد. مارتی هم موضوع را به سانی می‌گوید و شایعه به گوش کنیکی می‌رسد. با این حال، ریزو موضوع را انکار می‌کند.
در روز مسابقهٔ ماشین‌ها، کنیکی بر اثر برخورد با درِ ماشین خودش از مسابقه کنار می‌رود و دنی پشت فرمان می‌نشیند. او برنده می‌شود، چرا که لئو در پیچ می‌چرخد و از مسیر منحرف می‌شود. سندی که از دور نظاره‌گر پیروزی دنی است، درمی‌یابد که همچنان عاشق اوست. او از فرنچی می‌خواهد به او کمک کند تا ظاهر و رفتارش را تغییر دهد تا دنی را تحت تأثیر قرار دهد.
در آخرین روز مدرسه، ریزو می‌فهمد که باردار نیست و با کنیکی آشتی می‌کند. در جشن کارناوال مدرسه، دنی و سندی یکدیگر را در ظاهر جدیدشان می‌بینند: دنی تبدیل به یک ورزشکار مودب شده و سندی با لباس چرم مشکی به سبک دختران گروهش درآمده است. سرانجام، آن دو سوار بر ماشین گریسد لایتنینگ شده و در حالی‌که لبخند بر لب دارند، به آسمان پرواز می‌کنند.